# Michał Obrenowić
Michał Obrenowić (serb. Михаило Обреновић, Mihailo Obrenović; ur. 4 września?/16 września 1823, zm. 29 maja?/10 czerwca 1868) – książę Serbii w latach 1839–1842 i ponownie 1860–1868. W 1842 został zdetronizowany przez Aleksandra Karadziordziewicia, a w 1868 zginął w zamachu.

## Życiorys

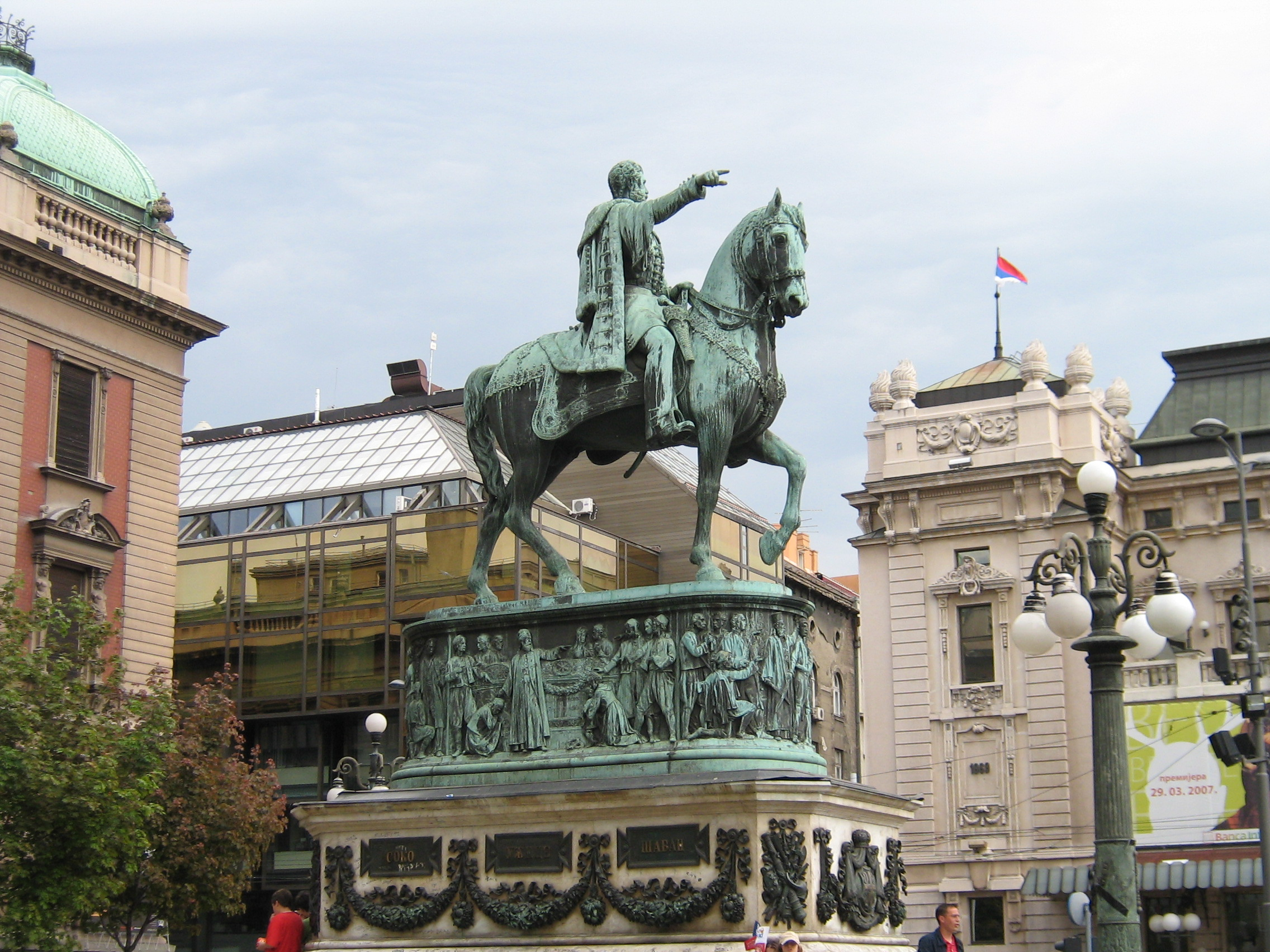
Pomnik księcia Michała w Belgradzie

Michał urodził się w Kragujevacu 16 września (według kalendarza juliańskiego 4 września) 1823 r. Był drugim synem Miłosza Obrenowicia i jego żony Ljubicy zd. Vukomanović. Jego starszy brat Milan urodził się w 1819 r., ale bardziej ulegał chorobom. Jego rządy były najbardziej światłymi w nowożytnej Serbii. Był pomysłodawcą Ligi Bałkańskiej do walki z Imperium Osmańskim.
25 czerwca 1839 jego ojciec, książę Miłosz, abdykował na rzecz jego starszego brata, Milana, który był wtedy ciężko chory. Jego panowanie trwało bardzo krótko (kilka miesięcy). Po śmierci brata tron Serbii objął Michał. Był on uznany za władcę wybranego w drodze elekcji, a nie za dziedzicznego księcia. Mimo że był jeszcze młody i kompletnie niedoświadczony, mógł podołać poważnym politycznym sprawom zarówno krajowym, jak i zagranicznym.
W 1842 został pozbawiony władzy w wyniku buntu Tomy Vučić-Perišicia, a tron Serbii przejęła dynastia Karadziordziewiciów. Jego następcą został wtedy Aleksander Karadziordziewić. Jedenaście lat później (1853), Michał poślubił hrabinę Julię Hunyady von Kéthely. Małżeństwo to posiadało potomstwo. W 1860 r. powrócili wspólnie do Serbii, a Michał otrzymał tron kraju po śmierci swego ojca, który odzyskał władztwo Serbii dla Obrenowiciów w 1858 r. Przez następne osiem lat panowanie Michała było oświeconą monarchią absolutną.
10 czerwca (kalendarz juliański 29 maja) 1868 książę Michał spacerował w parku Košutnjak na przedmieściach Belgradu z siostrzenicą Katariną Konstantinović (córką jego kuzynki Anny Konstantinović). Podczas tego spaceru obydwoje zostali zastrzeleni wskutek nie do końca udowodnionego spisku. Podejrzewano, że stali za tym Karadziordziewiciowie, ale nie znaleziono wiele dowodów, aby to potwierdzić.

## Genealogia
| 4. Teodor Mihaiłowić |  |                        |  |  |                         |
|                      |  | 2. Miłosz Obrenowić    |  |  |                         |
| 5. Višnja Gojkowić   |  |                        |  |  |                         |
|                      |  |                        |  |  | 1. Michał III Obrenowić |
| 6. ?                 |  |                        |  |  |                         |
|                      |  | 3. Ljubica Wukomanowić |  |  |                         |
| 7. ?                 |  |                        |  |  |                         |
|                      |  |                        |  |  |                         |